# Catherine Share
Catherine „Gypsy“ Share (* 10. prosince 1942) je Američanka, která byla členkou Mansonovy rodiny. Narodila se v Paříži maďarskému otci a německé matce. Když byly dceři dva roky, oba rodiče spáchali sebevraždu. Její babička z matčiny strany zemřela ve východoevropském ghettu, zatímco oba prarodiče z otcovy strany zahynuli v koncentračním táboře. Později byla adoptována Francouzkou, s níž (a jejím americkým manželem) se odstěhovala do Kalifornie. V roce 1969 hrála v softcore pornografickém filmu Ramrodder. Během natáčení potkala Bobbyho Beausoleila a následně se stala členkou Rodiny Charlese Mansona. V roce 1971 byla spolu s dalšími členy Rodiny obviněna z připravované vraždy Barbary Hoyt. Později se zúčastnila loupežného přepadení ve městě Hawthorne. Následně strávila několik let ve vězení. Roku 1975 byla propuštěna. V roce 1979 byla odsouzena za poštovní podvody, mezistátní přepravu ukradeného majetku a podvodné použití kreditní karty.